# Wicemarszałek Sejmu Rzeczypospolitej Polskiej
Wicemarszałek Sejmu – zastępca marszałka Sejmu Rzeczypospolitej Polskiej, członek Prezydium Sejmu.

## Wybór i odwołanie
Na pierwszym posiedzeniu Sejmu wybierany jest marszałek Sejmu, a potem w drodze uchwały ustala się liczbę wicemarszałków. Wybory wicemarszałków zarządza marszałek Sejmu. Kandydata na wicemarszałka Sejmu może zgłosić co najmniej 15 posłów. Poseł może poprzeć tylko jedną kandydaturę. Sejm wybiera wicemarszałka Sejmu bezwzględną większością głosów w obecności co najmniej połowy ustawowej liczby posłów. Jeżeli nie dojdzie do dokonania wyboru, wybór wicemarszałka Sejmu przeprowadza się ponownie. Zwyczajowo w Polsce powołuje się kilku wicemarszałków na każdą kadencję, a każdy z największych klubów parlamentarnych ma swojego wicemarszałka. Nie ma jednak takiego wymogu.
Wicemarszałek pełni swoją funkcję do końca kadencji, ale może też zostać odwołany na wniosek złożony przez co najmniej 15 posłów, bezwzględną większością głosów w obecności co najmniej połowy ustawowej liczby posłów.

## Obowiązki
Wicemarszałek Sejmu jest członkiem Prezydium Sejmu i Konwentu Seniorów.
Wicemarszałkowie Sejmu zastępują marszałka Sejmu w zakresie przez niego określonym. W przypadku śmierci lub rezygnacji marszałka Sejmu, jego obowiązki wynikające z regulaminu Sejmu sprawuje najstarszy wiekiem wicemarszałek aż do wyboru nowego marszałka.

## Sejm II Rzeczypospolitej
Lista została ułożona według daty przejęcia urzędu, a w drugiej kolejności alfabetycznie według nazwisk. Dane zostały przygotowane na podstawie oficjalnej internetowej biblioteki sejmowej. Tam, gdzie dane różnią się od tych z biblioteki sejmowej, zostało podane źródło. Zakłada się, że jeśli sejm został rozwiązany, wicemarszałek pełnił obowiązki aż do dnia przed pierwszym posiedzeniem sejmu kolejnej kadencji.
|                                                  | Imię i nazwisko                             | Zdjęcie           | Objęcie urzędu                                | Złożenie urzędu                               | Lista wyborcza                                         | Klub                                                    | Kadencja sejmu    |
| ------------------------------------------------ | ------------------------------------------- | ----------------- | --------------------------------------------- | --------------------------------------------- | ------------------------------------------------------ | ------------------------------------------------------- | ----------------- |
|                                                  | Jakub Bojko (ur. 1857, zm. 1943)            |                   | 14 lutego 1919                                | 1 grudnia 1922                                | PSL „Piast”                                            | PSL „Piast” (1919)                                      | Sejm Ustawodawczy |
| PSL (od 1919 do 1920)                            | Jakub Bojko (ur. 1857, zm. 1943)            |                   | 14 lutego 1919                                | 1 grudnia 1922                                | PSL „Piast”                                            |                                                         | Sejm Ustawodawczy |
| PSL „Piast” (od 1920)                            | Jakub Bojko (ur. 1857, zm. 1943)            |                   | 14 lutego 1919                                | 1 grudnia 1922                                | PSL „Piast”                                            |                                                         | Sejm Ustawodawczy |
|                                                  | Andrzej Maj (ur. 1869, zm. 1934)            |                   | 14 lutego 1919                                | 1 grudnia 1922                                | Narodowy Komitet Wyborczy Bezpartyjny Ziemi Lubelskiej | ZSLN (do 1920)                                          | Sejm Ustawodawczy |
| NZL (od 1920)                                    | Andrzej Maj (ur. 1869, zm. 1934)            |                   | 14 lutego 1919                                | 1 grudnia 1922                                | Narodowy Komitet Wyborczy Bezpartyjny Ziemi Lubelskiej |                                                         | Sejm Ustawodawczy |
|                                                  | Jędrzej Moraczewski (ur. 1870, zm. 1944)    |                   | 14 lutego 1919                                | 1 grudnia 1922                                | Powołany Dekretem Naczelnika Państwa                   | ZPPS                                                    | Sejm Ustawodawczy |
|                                                  | Jędrzej Moraczewski (ur. 1870, zm. 1944)    | 1 grudnia 1922    | 25 października 1925                          | PPS                                           | I kadencja                                             | ZPPS                                                    |                   |
|                                                  | Stanisław Osiecki (ur. 1875, zm. 1967)      |                   | 14 lutego 1919                                | 1 grudnia 1922                                | Narodowy Komitet Wyborczy Bezpartyjny m. Lublina       | PSL „Wyzwolenie” (do 1920)                              | Sejm Ustawodawczy |
| PSL „Piast” (od 1920)                            | Stanisław Osiecki (ur. 1875, zm. 1967)      |                   | 14 lutego 1919                                | 1 grudnia 1922                                | Narodowy Komitet Wyborczy Bezpartyjny m. Lublina       |                                                         | Sejm Ustawodawczy |
|                                                  | Stanisław Osiecki (ur. 1875, zm. 1967)      | 1 grudnia 1922    | 25 października 1925                          | PSL „Piast”                                   | I kadencja                                             |                                                         |                   |
|                                                  | Józef Ostachowski (ur. 1883, zm. 1960)      |                   | 14 lutego 1919                                | 20 czerwca 1919                               | PSL „Wyzwolenie”                                       | PZL (1919)                                              | Sejm Ustawodawczy |
|                                                  | Stanisław Nowicki (ur. 1870, zm. 1948)      |                   | 30 czerwca 1919                               | 1 października 1919                           | ZSN                                                    | NZR (1919)                                              | Sejm Ustawodawczy |
|                                                  | Zygmunt Seyda (ur. 1876, zm. 1925)          |                   | 1921                                          | 1 grudnia 1922                                | NKWSD                                                  | ZSLN                                                    | Sejm Ustawodawczy |
|                                                  | Zygmunt Seyda (ur. 1876, zm. 1925)          | 2 grudnia 1922    | 28 stycznia 1925                              | ChZJN                                         | ZLN                                                    | I kadencja                                              |                   |
|                                                  | Ludwik Gdyk (ur. 1874, zm. 1940)            |                   | 1 grudnia 1922                                | 26 marca 1928                                 | PSL „Piast”                                            | NChSP-KPChD                                             | I kadencja        |
|                                                  | Aleksander Zwierzyński (ur. 1880, zm. 1958) |                   | 1 grudnia 1922                                | 26 marca 1928                                 | ChZJN                                                  | ZLN                                                     | I kadencja        |
|                                                  | Juliusz Poniatowski (ur. 1886, zm. 1975)    |                   | 2 grudnia 1922                                | 19 września 1927                              | PSL „Wyzwolenie” i „Lewica Ludowa”                     | PSL „Wyzwolenie” (do 1 września 1923)                   | I kadencja        |
| PSL (od 1 września 1923 do 27 października 1923) | Juliusz Poniatowski (ur. 1886, zm. 1975)    |                   | 2 grudnia 1922                                | 19 września 1927                              | PSL „Wyzwolenie” i „Lewica Ludowa”                     |                                                         | I kadencja        |
| ZPSL (od 27 października 1923)                   | Juliusz Poniatowski (ur. 1886, zm. 1975)    |                   | 2 grudnia 1922                                | 19 września 1927                              | PSL „Wyzwolenie” i „Lewica Ludowa”                     |                                                         | I kadencja        |
|                                                  | Leon Pluciński (ur. 1875, zm. 1935)         |                   | 27 lutego 1925                                | 22 czerwca 1926                               | ChZJN                                                  | ChZJN                                                   | I kadencja        |
|                                                  | Ignacy Daszyński (ur. 1866, zm. 1936)       |                   | 26 listopada 1925                             | 26 marca 1928                                 | PPS                                                    | ZPPS                                                    | I kadencja        |
|                                                  | Jan Dębski (ur. 1889, zm. 1976)             |                   | 26 listopada 1925                             | 27 marca 1928                                 | PSL „Piast”                                            | PSL „Piast”                                             | I kadencja        |
|                                                  | Zygmunt Marek (ur. 1872, zm. 1931)          |                   | 27 marca 1928                                 | 25 stycznia 1930                              | PPS                                                    | ZPPS                                                    | II kadencja       |
|                                                  | Jan Woźnicki (ur. 1881, zm. 1945)           |                   | 27 marca 1928                                 | 5 lutego 1930                                 | PSL „Wyzwolenie”                                       | PSL „Wyzwolenie”                                        | II kadencja       |
|                                                  | Wołodymyr Zahajkewycz (ur. 1876, zm. 1949)  |                   | 27 marca 1928                                 | 8 grudnia 1930                                | BMN                                                    | UBKS                                                    | II kadencja       |
|                                                  | Seweryn Czetwertyński (ur. 1873, zm. 1945)  |                   | 28 marca1928                                  | 8 grudnia 1930                                | BKN                                                    | ZLN                                                     | II kadencja       |
|                                                  | Seweryn Czetwertyński (ur. 1873, zm. 1945)  | 9 grudnia 1930    | 28 października 1931                          | Lista Narodowa                                | Klub Narodowy                                          | III kadencja                                            |                   |
|                                                  | Jan Dąbski (ur. 1880, zm. 1931)             |                   | 28 marca1928                                  | 8 grudnia 1930                                | PSL „Piast”                                            | PSL „Piast”                                             | II kadencja       |
|                                                  | Jan Dąbski (ur. 1880, zm. 1931)             | 10 grudnia 1930   | 5 czerwca 1931                                | Centrolew                                     | KPPCh                                                  | III kadencja                                            |                   |
|                                                  | Kazimierz Pużak (ur. 1883, zm. 1950)        |                   | Wybrany 31 stycznia 1930. Nie przyjął urzędu. | Wybrany 31 stycznia 1930. Nie przyjął urzędu. | PPS                                                    | ZPPS                                                    | II kadencja       |
|                                                  | Michał Róg (ur. 1884, zm. 1940)             |                   | 7 lutego 1930                                 | 8 grudnia 1930                                | PSL „Wyzwolenie”                                       | PSL                                                     | II kadencja       |
|                                                  | Michał Róg (ur. 1884, zm. 1940)             | 9 grudnia 1930    | 3 października 1935                           | BBWR                                          | BBWR                                                   | III kadencja                                            |                   |
|                                                  | Zygmunt Żuławski (ur. 1880, zm. 1949)       |                   | 7 lutego 1930                                 | 8 grudnia 1930                                | PPS                                                    | ZPPS                                                    | II kadencja       |
|                                                  | Jan Piłsudski (ur. 1876, zm. 1950)          |                   | 9 grudnia 1930                                | 27 maja 1931                                  | BBWR                                                   | BBWR                                                    | III kadencja      |
|                                                  | Karol Polakiewicz (ur. 1893, zm. 1962)      |                   | 9 grudnia 1930                                | 8 marca 1935                                  | BBWR                                                   | BBWR (25 maja 1934 zawieszony, 13 lutego 1935 wydalony) | III kadencja      |
| niezrzeszony (od 13 lutego 1935)                 | Karol Polakiewicz (ur. 1893, zm. 1962)      |                   | 9 grudnia 1930                                | 8 marca 1935                                  | BBWR                                                   |                                                         | III kadencja      |
|                                                  | Stanisław Car (ur. 1882, zm. 1938)          |                   | 10 grudnia 1930                               | 3 października 1935                           | BBWR                                                   | BBWR                                                    | III kadencja      |
|                                                  | Wacław Makowski (ur. 1880, zm. 1942)        |                   | 1 października 1931                           | 3 października 1935                           | BBWR                                                   | BBWR                                                    | III kadencja      |
|                                                  | Władysław Byrka (ur. 1878, zm. 1944)        |                   | 4 października 1935                           | 4 czerwca 1936                                | BBWR                                                   | BBWR                                                    | IV kadencja       |
|                                                  | Bogusław Miedziński (ur. 1891, zm. 1972)    |                   | 4 października 1935                           | 27 listopada 1938                             | BBWR                                                   | Klub Dyskusyjny Uczestników Walk o Niepodległość        | IV kadencja       |
|                                                  | Bohdan Podoski (ur. 1894, zm. 1986)         |                   | 4 października 1935                           | 27 listopada 1938                             | BBWR                                                   | BBWR                                                    | IV kadencja       |
|                                                  | Tadeusz Schaetzel (ur. 1891, zm. 1971)      |                   | 4 października 1935                           | 27 listopada 1938                             | BBWR                                                   | BBWR                                                    | IV kadencja       |
|                                                  | Stanisław Kielak (ur. 1885, zm. 1940)       |                   | 15 grudnia 1936                               | 27 listopada 1938                             | BBWR                                                   | OZN                                                     | IV kadencja       |
|                                                  | Wasyl Mudry (ur. 1893, zm. 1966)            |                   | 4 października 1935                           | 27 listopada 1938                             | BMN                                                    | URP                                                     | IV kadencja       |
|                                                  | Wasyl Mudry (ur. 1893, zm. 1966)            | 28 listopada 1938 | 2 listopada 1939                              | UiBBK                                         | V kadencja                                             | URP                                                     |                   |
|                                                  | Zygmunt Wenda (ur. 1896, zm. 1941)          |                   | 28 listopada 1938                             | 2 listopada 1939                              | OZN                                                    | OZN                                                     | V kadencja        |
|                                                  | Wacław Długosz (ur. 1892, zm. 1967)         |                   | 28 listopada 1938                             | 2 listopada 1939                              | OZN                                                    | OZN                                                     | V kadencja        |
|                                                  | Jan Henryk Jedynak (ur. 1892, zm. 1966)     |                   | 28 listopada 1938                             | 2 listopada 1939                              | OZN                                                    | OZN                                                     | V kadencja        |
|                                                  | Leon Surzyński (ur. 1891, zm. 1967)         |                   | 28 listopada 1938                             | 2 listopada 1939                              | OZN                                                    | OZN                                                     | V kadencja        |

## Sejm Rzeczypolitej Polskiej/Polskiej Rzeczypospolitej Ludowej
| Przedstawiciel klubu |
| --- |
| Stronnictwo Demokratyczne Polska Zjednoczona Partia Robotnicza Zjednoczone Stronnictwo Ludowe bezpartyjny/niezrzeszony Unia Demokratyczna |

|  | Wicemarszałek Sejmu                       | Zdjęcie | Od                     | Do                     | Klub                                 | Kadencja      |
|  | ----------------------------------------- | ------- | ---------------------- | ---------------------- | ------------------------------------ | ------------- |
|  | Wacław Barcikowski (1887–1981)            |         | 4 lutego 1947(dts)     | 4 sierpnia 1952(dts)   | Stronnictwo Demokratyczne            | Ustawodawczy  |
|  | Stanisław Szwalbe (1898–1996)             |         | 4 lutego 1947(dts)     | 4 sierpnia 1952(dts)   | Polska Zjednoczona Partia Robotnicza | Ustawodawczy  |
|  | Roman Zambrowski (1909–1977)              |         | 4 lutego 1947(dts)     | 4 sierpnia 1952(dts)   | Polska Zjednoczona Partia Robotnicza | Ustawodawczy  |
|  | Franciszek Mazur (1895–1975)              |         | 20 listopada 1952(dts) | 20 listopada 1956(dts) | Polska Zjednoczona Partia Robotnicza | I kadencja    |
|  | Józef Ozga-Michalski (1919–2002)          |         | 20 listopada 1952(dts) | 20 listopada 1956(dts) | Zjednoczone Stronnictwo Ludowe       | I kadencja    |
|  | Stanisław Kulczyński (1895–1975)          |         | 20 listopada 1952(dts) | 20 listopada 1956(dts) | Stronnictwo Demokratyczne            | I kadencja    |
|  | Jerzy Jodłowski (1909–2000)               |         | 20 lutego 1957(dts)    | 20 lutego 1961(dts)    | Stronnictwo Demokratyczne            | II kadencja   |
|  | Zenon Kliszko (1908–1989)                 |         | 20 lutego 1957(dts)    | 20 lutego 1961(dts)    | Polska Zjednoczona Partia Robotnicza | II kadencja   |
|  | Zenon Kliszko (1908–1989)                 |         | 15 maja 1961(dts)      | 16 kwietnia 1965(dts)  | Polska Zjednoczona Partia Robotnicza | III kadencja  |
|  | Jan Wende (1910–1986)                     |         | 15 maja 1961(dts)      | 16 kwietnia 1965(dts)  | Stronnictwo Demokratyczne            | III kadencja  |
|  | Zenon Kliszko (1908–1989)                 |         | 24 czerwca 1965(dts)   | 30 maja 1969(dts)      | Polska Zjednoczona Partia Robotnicza | IV kadencja   |
|  | Jan Wende (1910–1986)                     |         | 24 czerwca 1965(dts)   | 30 maja 1969(dts)      | Stronnictwo Demokratyczne            | IV kadencja   |
|  | Zenon Kliszko (1908–1989)                 |         | 27 czerwca 1969(dts)   | 13 lutego 1971(dts)    | Polska Zjednoczona Partia Robotnicza | V kadencja    |
|  | Jan Wende (1910–1986)                     |         | 27 czerwca 1969(dts)   | 28 kwietnia 1971(dts)  | Stronnictwo Demokratyczne            | V kadencja    |
|  | Andrzej Werblan (ur. 1924)                |         | 13 lutego 1971(dts)    | 15 lutego 1972(dts)    | Polska Zjednoczona Partia Robotnicza | V kadencja    |
|  | Halina Skibniewska (1921–2011)            |         | 13 lutego 1971(dts)    | 15 lutego 1972(dts)    | bezpartyjna                          | V kadencja    |
|  | Andrzej Benesz (1918–1976)                |         | 28 kwietnia 1971(dts)  | 15 lutego 1972(dts)    | Stronnictwo Demokratyczne            | V kadencja    |
|  | Andrzej Benesz (1918–1976)                |         | 28 marca 1972(dts)     | 26 lutego 1976(dts)    | Stronnictwo Demokratyczne            | VI kadencja   |
|  | Halina Skibniewska (1921–2011)            |         | 28 marca 1972(dts)     | 19 marca 1976(dts)     | bezpartyjna                          | VI kadencja   |
|  | Andrzej Werblan (ur. 1924)                |         | 28 marca 1972(dts)     | 19 marca 1976(dts)     | Polska Zjednoczona Partia Robotnicza | VI kadencja   |
|  | Halina Skibniewska (1921–2011)            |         | 25 marca 1976(dts)     | 21 marca 1980(dts)     | bezpartyjna                          | VII kadencja  |
|  | Piotr Stefański (1931–2014)               |         | 25 marca 1976(dts)     | 21 marca 1980(dts)     | Stronnictwo Demokratyczne            | VII kadencja  |
|  | Andrzej Werblan (ur. 1924)                |         | 25 marca 1976(dts)     | 21 marca 1980(dts)     | Polska Zjednoczona Partia Robotnicza | VII kadencja  |
|  | Halina Skibniewska (1921–2011)            |         | 2 kwietnia 1980(dts)   | 31 sierpnia 1985(dts)  | bezpartyjna                          | VIII kadencja |
|  | Piotr Stefański (1931–2014)               |         | 2 kwietnia 1980(dts)   | 31 sierpnia 1985(dts)  | Stronnictwo Demokratyczne            | VIII kadencja |
|  | Andrzej Werblan (ur. 1924)                |         | 2 kwietnia 1980(dts)   | 21 lipca 1982(dts)     | Polska Zjednoczona Partia Robotnicza | VIII kadencja |
|  | Zbigniew Gertych (1922–2008)              |         | 21 lipca 1982(dts)     | 31 sierpnia 1985(dts)  | Polska Zjednoczona Partia Robotnicza | VIII kadencja |
|  | Jerzy Ozdowski (1925–1994)                |         | 21 lipca 1982(dts)     | 31 sierpnia 1985(dts)  | bezpartyjny                          | VIII kadencja |
|  | Jadwiga Biedrzycka (1945–2023)            |         | 6 listopada 1985(dts)  | 17 czerwca 1988(dts)   | Polska Zjednoczona Partia Robotnicza | IX kadencja   |
|  | Jerzy Ozdowski (1925–1994)                |         | 6 listopada 1985(dts)  | 3 czerwca 1989(dts)    | bezpartyjny                          | IX kadencja   |
|  | Mieczysław Rakowski (1926–2008)           |         | 6 listopada 1985(dts)  | 17 czerwca 1988(dts)   | Polska Zjednoczona Partia Robotnicza | IX kadencja   |
|  | Marek Wieczorek (1929–2005)               |         | 6 listopada 1985(dts)  | 3 czerwca 1989(dts)    | Stronnictwo Demokratyczne            | IX kadencja   |
|  | Elżbieta Gacek (ur. 1938)                 |         | 17 czerwca 1988(dts)   | 3 czerwca 1989(dts)    | Polska Zjednoczona Partia Robotnicza | IX kadencja   |
|  | Tadeusz Porębski (1931–2001)              |         | 17 czerwca 1988(dts)   | 3 czerwca 1989(dts)    | Polska Zjednoczona Partia Robotnicza | IX kadencja   |
|  | Teresa Dobielińska-Eliszewska (1941–2016) |         | 4 lipca 1989(dts)      | 25 listopada 1991(dts) | Stronnictwo Demokratyczne            | X kadencja    |
|  | Tadeusz Fiszbach (ur. 1935)               |         | 4 lipca 1989(dts)      | 25 listopada 1991(dts) | niezrzeszony                         | X kadencja    |
|  | Olga Krzyżanowska (1929–2018)             |         | 4 lipca 1989(dts)      | 25 listopada 1991(dts) | Unia Demokratyczna                   | X kadencja    |

## Sejm III Rzeczypospolitej Polskiej
| Przedstawiciel klubu – legenda |
| --- |
| Porozumienie Ludowe Porozumienie Centrum Polski Program Liberalny Konfederacja Polski Niepodległej Polskie Stronnictwo Ludowe Unia Wolności Unia Pracy Sojusz Lewicy Demokratycznej/Lewica Akcja Wyborcza Solidarność Samoobrona Rzeczpospolitej Polskiej Socjaldemokracja Polska Platforma Obywatelska Prawo i Sprawiedliwość Liga Polskich Rodzin Nowoczesna Kukiz’15 |

|  | Wicemarszałek Sejmu                  | Zdjęcie | Od                        | Do                        | Klub                                 | Kadencja      |
|  | ------------------------------------ | ------- | ------------------------- | ------------------------- | ------------------------------------ | ------------- |
|  | Henryk Bąk (1930–1998)               |         | 25 listopada 1991(dts)    | 14 października 1993(dts) | Porozumienie Ludowe                  | I kadencja    |
|  | Andrzej Kern (1937–2007)             |         | 25 listopada 1991(dts)    | 14 października 1993(dts) | Porozumienie Centrum                 | I kadencja    |
|  | Jacek Kurczewski (ur. 1943)          |         | 25 listopada 1991(dts)    | 14 października 1993(dts) | Polski Program Liberalny             | I kadencja    |
|  | Dariusz Wójcik (ur. 1961)            |         | 25 listopada 1991(dts)    | 14 października 1993(dts) | Konfederacja Polski Niepodległej     | I kadencja    |
|  | Józef Zych (ur. 1938)                |         | 25 listopada 1991(dts)    | 14 października 1993(dts) | Polskie Stronnictwo Ludowe           | I kadencja    |
|  | Olga Krzyżanowska (1929–2018)        |         | 14 października 1993(dts) | 20 października 1997(dts) | Unia Wolności                        | II kadencja   |
|  | Aleksander Małachowski (1924–2004)   |         | 14 października 1993(dts) | 20 października 1997(dts) | Unia Pracy                           | II kadencja   |
|  | Józef Zych (ur. 1938)                |         | 14 października 1993(dts) | 3 marca 1995(dts)         | Polskie Stronnictwo Ludowe           | II kadencja   |
|  | Włodzimierz Cimoszewicz (ur. 1950)   |         | 3 marca 1995(dts)         | 14 lutego 1996(dts)       | Sojusz Lewicy Demokratycznej         | II kadencja   |
|  | Marek Borowski (ur. 1946)            |         | 16 lutego 1996(dts)       | 20 października 1997(dts) | Sojusz Lewicy Demokratycznej         | II kadencja   |
|  | Marek Borowski (ur. 1946)            |         | 20 października 1997(dts) | 18 października 2001(dts) | Sojusz Lewicy Demokratycznej         | III kadencja  |
|  | Jan Król (ur. 1950)                  |         | 20 października 1997(dts) | 18 października 2001(dts) | Unia Wolności                        | III kadencja  |
|  | Franciszek Stefaniuk (ur. 1944)      |         | 20 października 1997(dts) | 18 października 2001(dts) | Polskie Stronnictwo Ludowe           | III kadencja  |
|  | Stanisław Zając (1949–2010)          |         | 20 października 1997(dts) | 18 października 2001(dts) | Akcja Wyborcza Solidarność           | III kadencja  |
|  | Andrzej Lepper (1954–2011)           |         | 19 października 2001(dts) | 29 listopada 2001(dts)    | Samoobrona Rzeczpospolitej Polskiej  | IV kadencja   |
|  | Tomasz Nałęcz (ur. 1949)             |         | 19 października 2001(dts) | 18 października 2005(dts) | Socjaldemokracja Polska              | IV kadencja   |
|  | Donald Tusk (ur. 1957)               |         | 19 października 2001(dts) | 18 października 2005(dts) | Platforma Obywatelska                | IV kadencja   |
|  | Janusz Wojciechowski (ur. 1954)      |         | 19 października 2001(dts) | 16 czerwca 2004(dts)      | Polskie Stronnictwo Ludowe           | IV kadencja   |
|  | Kazimierz Ujazdowski (ur. 1964)      |         | 2 lipca 2004(dts)         | 18 października 2005(dts) | Prawo i Sprawiedliwość               | IV kadencja   |
|  | Józef Zych (ur. 1938)                |         | 2 lipca 2004(dts)         | 18 października 2005(dts) | Polskie Stronnictwo Ludowe           | IV kadencja   |
|  | Jarosław Kalinowski (ur. 1962)       |         | 26 października 2005(dts) | 4 listopada 2007(dts)     | Polskie Stronnictwo Ludowe           | V kadencja    |
|  | Bronisław Komorowski (ur. 1952)      |         | 26 października 2005(dts) | 4 listopada 2007(dts)     | Platforma Obywatelska                | V kadencja    |
|  | Marek Kotlinowski (ur. 1956)         |         | 26 października 2005(dts) | 27 października 2006(dts) | Liga Polskich Rodzin                 | V kadencja    |
|  | Andrzej Lepper (1954–2011)           |         | 26 października 2005(dts) | 9 maja 2006(dts)          | Samoobrona Rzeczpospolitej Polskiej  | V kadencja    |
|  | Wojciech Olejniczak (ur. 1974)       |         | 26 października 2005(dts) | 4 listopada 2007(dts)     | Sojusz Lewicy Demokratycznej         | V kadencja    |
|  | Genowefa Wiśniowska (ur. 1949)       |         | 9 maja 2006(dts)          | 4 listopada 2007(dts)     | Samoobrona Rzeczpospolitej Polskiej  | V kadencja    |
|  | Janusz Dobrosz (ur. 1954)            |         | 16 listopada 2006(dts)    | 4 listopada 2007(dts)     | Liga Polskich Rodzin                 | V kadencja    |
|  | Jarosław Kalinowski (ur. 1962)       |         | 6 listopada 2007(dts)     | 10 czerwca 2009(dts)      | Polskie Stronnictwo Ludowe           | VI kadencja   |
|  | Stefan Niesiołowski (ur. 1944)       |         | 6 listopada 2007(dts)     | 7 listopada 2011(dts)     | Platforma Obywatelska                | VI kadencja   |
|  | Krzysztof Putra (1957–2010)          |         | 6 listopada 2007(dts)     | 10 kwietnia 2010(dts)     | Prawo i Sprawiedliwość               | VI kadencja   |
|  | Jerzy Szmajdziński (1952–2010)       |         | 6 listopada 2007(dts)     | 10 kwietnia 2010(dts)     | Lewica                               | VI kadencja   |
|  | Ewa Kierzkowska (ur. 1964)           |         | 18 czerwca 2009(dts)      | 7 listopada 2011(dts)     | Polskie Stronnictwo Ludowe           | VI kadencja   |
|  | Jerzy Wenderlich (ur. 1954)          |         | 8 lipca 2010(dts)         | 7 listopada 2011(dts)     | Sojusz Lewicy Demokratycznej         | VI kadencja   |
|  | Marek Kuchciński (ur. 1955)          |         | 4 sierpnia 2010(dts)      | 7 listopada 2011(dts)     | Prawo i Sprawiedliwość               | VI kadencja   |
|  | Cezary Grabarczyk (ur. 1960)         |         | 8 listopada 2011(dts)     | 22 września 2014(dts)     | Platforma Obywatelska                | VII kadencja  |
|  | Eugeniusz Grzeszczak (ur. 1954)      |         | 8 listopada 2011(dts)     | 11 listopada 2015(dts)    | Polskie Stronnictwo Ludowe           | VII kadencja  |
|  | Marek Kuchciński (ur. 1955)          |         | 8 listopada 2011(dts)     | 11 listopada 2015(dts)    | Prawo i Sprawiedliwość               | VII kadencja  |
|  | Wanda Nowicka (ur. 1956)             |         | 8 listopada 2011(dts)     | 11 listopada 2015(dts)    | Ruch Palikota / niezrzeszona         | VII kadencja  |
|  | Jerzy Wenderlich (ur. 1954)          |         | 8 listopada 2011(dts)     | 11 listopada 2015(dts)    | Sojusz Lewicy Demokratycznej         | VII kadencja  |
|  | Elżbieta Radziszewska (ur. 1958)     |         | 24 września 2014(dts)     | 11 listopada 2015(dts)    | Platforma Obywatelska                | VII kadencja  |
|  | Joachim Brudziński (ur. 1968)        |         | 12 listopada 2015(dts)    | 9 stycznia 2018(dts)      | Prawo i Sprawiedliwość               | VIII kadencja |
|  | Barbara Dolniak (ur. 1960)           |         | 12 listopada 2015(dts)    | 11 listopada 2019(dts)    | Nowoczesna                           | VIII kadencja |
|  | Małgorzata Kidawa-Błońska (ur. 1957) |         | 12 listopada 2015(dts)    | 11 listopada 2019(dts)    | Platforma Obywatelska                | VIII kadencja |
|  | Ryszard Terlecki (ur. 1949)          |         | 12 listopada 2015(dts)    | 11 listopada 2019(dts)    | Prawo i Sprawiedliwość               | VIII kadencja |
|  | Stanisław Tyszka (ur. 1979)          |         | 12 listopada 2015(dts)    | 11 listopada 2019(dts)    | Kukiz’15                             | VIII kadencja |
|  | Beata Mazurek (ur. 1967)             |         | 11 stycznia 2018(dts)     | 28 maja 2019(dts)         | Prawo i Sprawiedliwość               | VIII kadencja |
|  | Małgorzata Gosiewska (ur. 1966)      |         | 12 czerwca 2019(dts)      | 11 listopada 2019(dts)    | Prawo i Sprawiedliwość               | VIII kadencja |
|  | Włodzimierz Czarzasty (ur. 1960)     |         | 12 listopada 2019(dts)    | 12 listopada 2023(dts)    | Lewica                               | IX kadencja   |
|  | Małgorzata Gosiewska (ur. 1966)      |         | 12 listopada 2019(dts)    | 12 listopada 2023(dts)    | Prawo i Sprawiedliwość               | IX kadencja   |
|  | Małgorzata Kidawa-Błońska (ur. 1957) |         | 12 listopada 2019(dts)    | 12 listopada 2023(dts)    | Platforma Obywatelska                | IX kadencja   |
|  | Ryszard Terlecki (ur. 1949)          |         | 12 listopada 2019(dts)    | 12 listopada 2023(dts)    | Prawo i Sprawiedliwość               | IX kadencja   |
|  | Piotr Zgorzelski (ur. 1963)          |         | 12 listopada 2019(dts)    | 12 listopada 2023(dts)    | Polskie Stronnictwo Ludowe           | IX kadencja   |
|  | Krzysztof Bosak (ur. 1982)           |         | 13 listopada 2023(dts)    | pełni funkcję             | Konfederacja Wolność i Niepodległość | X kadencja    |
|  | Włodzimierz Czarzasty (ur. 1960)     |         | 13 listopada 2023(dts)    | pełni funkcję             | Lewica                               | X kadencja    |
|  | Dorota Niedziela (ur. 1964)          |         | 13 listopada 2023(dts)    | pełni funkcję             | Platforma Obywatelska                | X kadencja    |
|  | Monika Wielichowska (ur. 1973)       |         | 13 listopada 2023(dts)    | pełni funkcję             | Platforma Obywatelska                | X kadencja    |
|  | Piotr Zgorzelski (ur. 1963)          |         | 13 listopada 2023(dts)    | pełni funkcję             | Polskie Stronnictwo Ludowe           | X kadencja    |

## Żyjący byli wicemarszałkowie Sejmu
1. Andrzej Werblan (ur. 1924)
2. Tadeusz Fiszbach (ur. 1935)
3. Józef Zych (ur. 1938), członek Trybunału Stanu oraz honorowy prezes PSL
4. Elżbieta Gacek (ur. 1938)
5. Jacek Kurczewski (ur. 1943)
6. Stefan Niesiołowski (ur. 1944)
7. Franciszek Stefaniuk (ur. 1944)
8. Marek Borowski (ur. 1946), senator XI kadencji z ramienia KO (PO)
9. Genowefa Wiśniowska (ur. 1949)
10. Ryszard Terlecki (ur. 1949), poseł na Sejm X kadencji z ramienia PiS
11. Tomasz Nałęcz (ur. 1949), wiceprzewodniczący Rady Dzielnicy Wawer oraz członek Rady Programowej Fundacji Instytut Bronisława Komorowskiego
12. Jan Król (ur. 1950)
13. Włodzimierz Cimoszewicz (ur. 1950)
14. Bronisław Komorowski (ur. 1952)
15. Janusz Dobrosz (ur. 1954)
16. Jerzy Wenderlich (ur. 1954)
17. Janusz Wojciechowski (ur. 1954)
18. Eugeniusz Grzeszczak (ur. 1954), łowczy krajowy Polskiego Związku Łowieckiego, członek Rady Naczelnej PSL oraz wiceprezes Zarządu Głównego Związku Ochotniczych Straży Pożarnych
19. Marek Kuchciński (ur. 1955), poseł na Sejm X kadencji z ramienia PiS
20. Marek Kotlinowski (ur. 1956)
21. Wanda Nowicka (ur. 1956), posłanka na Sejm X kadencji oraz wiceprzewodnicząca Nowej Lewicy
22. Donald Tusk (ur. 1957), prezes Rady Ministrów, poseł na Sejm X kadencji oraz przewodniczący PO
23. Małgorzata Kidawa-Błońska (ur. 1957), marszałek Senatu XI kadencji oraz wiceprzewodnicząca PO
24. Elżbieta Radziszewska (ur. 1958)
25. Cezary Grabarczyk (ur. 1960)
26. Barbara Dolniak (ur. 1960), posłanka na Sejm X kadencji oraz członek Zarządu Krajowego Nowoczesnej
27. Dariusz Wójcik (ur. 1961)
28. Jarosław Kalinowski (ur. 1962), członek Naczelnego Komitetu Wykonawczego PSL
29. Ewa Kierzkowska (ur. 1964), członek Rady Naczelnej PSL
30. Kazimierz Ujazdowski (ur. 1964), senator XI kadencji (Klub Senacki Trzecia Droga)
31. Małgorzata Gosiewska (ur. 1966), poseł do Parlamentu Europejskiego X kadencji z ramienia PiS
32. Beata Mazurek (ur. 1967), prezes Lubelskich Dworców (spółki kontrolowanej przez samorząd województwa lubelskiego)
33. Joachim Brudziński (ur. 1968), poseł do Parlamentu Europejskiego X kadencji oraz wiceprezes PiS
34. Wojciech Olejniczak (ur. 1974), członek Rady Fundacji Aleksandra Kwaśniewskiego „Amicus Europae”
35. Stanisław Tyszka (ur. 1979), poseł do Parlamentu Europejskiego X kadencji z ramienia Konfederacji